# 白鷹町立図書館
白鷹町立図書館（しらたかちょうりつとしょかん）は、山形県西置賜郡白鷹町にある公共図書館である。

## 概要
1974年（昭和49年）に白鷹町内にある中央公民館の2階に町立図書館が開館する。
2019年（令和元年）6月に白鷹町まちづくり複合施設1階西側に移転する。
「出会い広がり　心つながる　みんなの図書館」がコンセプトである。

## サービス
貸出点数は一度に5冊までで日数は14日間となっている。
開館時間
- 9：00〜19：00

休館日
- 毎月第2・第4木曜日
- 年末年始
- 蔵書点検日

## 所在地
山形県西置賜郡白鷹町大字荒砥甲833番地